# Joško Čagalj
Joško Čagalj (* 15. Februar 1972 in Heilbronn), auch bekannt unter seinem Künstlernamen Jole, ist ein kroatischer Sänger.

## Biografie
Er besuchte im Alter von fünf Jahren eine Musikschule. Nach Abschluss der fünften Klasse der Grundschule zog er nach Zagvozd und später nach Split um, wo er in der Schule die Mittlere Reife absolvierte. Ab 1988 trat er in den Klubs von Split auf. Teilweise begleitete er Tedi Spalato, Vinko Coce und Dražen Zečić als Backgroundsänger.

## Diskografie

### Alben
- 1999: Jednina i množina
- 2001: Sve su žene lijepe
- 2004: Otključano!
- 2005: Retrorama
- 2009: Odijelo
- 2015: Remek Djelo

### Kompilationen
- 2007: Zlatna kolekcija

### Singles (Auswahl)
- 1999: Nosi Mi Se Bijela Boja
- 1999: Duša Od Papira
- 1999: Zove, Zove, Jole, Jole
- 2005: Jedna Mala Plava
- 2009: Otvori Mi Draga
- 2012: Kamatarka
- 2015: Kada Žene Tulumare
- 2017: Maksimalno
- 2017: Rasipnik
- 2018: Partijana
- 2018: Na Granici (mit Danijela Martinovic)
- 2019: Godišnjica
- 2020: San snova
- 2020: Fali meni ona

| - 2000 – Najveći hitovi vol.3 - 2000 – Tonika Hit No. 4 - 2001 – Tonika 2001 - 2003 – Hrvatski Radijski Festival 2003 - 2003 – Split 2003 - 2005 – Da te mogu pismom zvati – Libar III - 2005 – Hrvatski Radijski Festival 2005 - 2007 – Hrvatski Radijski Festival 2007 – Finale | Fortsetzung - 2007 – Split 2007 - 2007 – Zlatna kolekcija - 2007 – Zlatne Žice Slavonije 2007 – Večer pjesme i vina - 2008–2010 godina Zadarfesta - 2008 – Hrvatski Radijski Festival 2008–2040 najbolja - 2010 – Split 2010 |